# エフゲニー・ブスロビッチ
エフゲニー・ブスロビッチことイェウヘーン・レオニードヴィチ・ブスローヴィチ（ウクライナ語: Євген Леонідович Буслович, Yevgen Leonidovych Buslovych 1972年1月26日 - 2007年10月15日）は、ウクライナのレスリング選手。2000年シドニーオリンピックレスリングフリースタイル58kg級の銀メダリストである。

## 実績
- オリンピック
  - 2000年シドニーオリンピック 銀メダル
- ヨーロッパ選手権
  - 3位 1998、2000年